# Bataille de Rocky Face Ridge
Guerre de Sécession
Batailles
Campagne d'Atlanta
- Rocky Face Ridge
- Resaca
- Adairsville
- New Hope Church
- Pickett's Mill
- Dallas
- Kolb's Farm
- Kennesaw Mountain
- Marietta
- Noonday Creek
- Pace's Ferry
- Peachtree Creek
- Atlanta
- Ezra Church
- Brown's Mill
- Utoy Creek
- Dalton
- Lovejoy's Station
- Jonesborough

La bataille de Rocky Face Ridge s'est déroulée du 7 au 13 mai 1864, dans le comté de Whitfield, Géorgie, au cours de la campagne d'Atlanta de la guerre de Sécession. L'armée de l'Union est commandée par le major général William Tecumseh Sherman et l'armée confédérée par le général Joseph E. Johnston. Les confédérés sont forcés d'évacuer leur position défensive en raison d'un mouvement de flanc de l'Union.
Général Johnston a retranché son armée le long, du Rocky Face Ridge et vers l'est dans la Crow Valley. Quand Sherman approche, il fait une démonstration à l'encontre de cette position avec deux colonnes, pendant qu'il envoie une troisième à travers Snake Creek Gap, vers le sud, pour frapper le chemin de fer de la Western & Atlantic à Resaca. Les deux premières colonnes engagent l'ennemi à Buzzard Roost (Mill Creek Gap) et à Dug Gap, pendant que la troisième colonne, sous le commandement du major général James B. McPherson, passe par le Snake Creek Gap et avance le 9 mai à la périphérie de Resaca, où il trouve les confédérés retranchés. Craignant la force de l'ennemi, McPherson retire sa colonne vers Snake Creek Gap. Le 10 mai, Sherman décide de rejoindre McPherson dans un effort pour prendre Resaca. Le lendemain matin, l'armée de Sherman se retire de Rocky Face Ridge. Découvrant le mouvement de Sherman, Johnston retraite vers le sud en direction de Resaca le 12 mai.